# Zurvanisme
Het zurvanisme is een Iraanse, religieuze stroming uit de oudheid die geassocieerd is met het zoroastrisme en als een variant erop gezien wordt. Waar en wanneer de religie precies ontstond, is onduidelijk. De vroegste bronnen stammen uit de late 5e eeuw v.Chr. uit Zuidoost-Iran. Centraal staat de god Zurvan ('tijd'; Avestaans: Zrvan; Middeliraans: Zurwân, variant: Zamân). Voor de periode van de oudheid is over zijn iconografie niets bekend, er zijn geen tempels gevonden die aan hem zijn gewijd, en er is niets bekend over rituelen. Toch schijnt zurvanistische theologie en mythologie aanhangers gehad te hebben onder de magi, zoroastrische priesters, in Iran en Armenië.
In de Avesta wordt Zurvan wel genoemd, maar sporadisch en zonder veel belang. Zo zou Spenta Mainyu ('heilige geest'), de hypostase van de oppergod Ahoera Mazdâ, een zekere Manthra Spenta ('heilig woord') hebben geschapen in de Tijd. Ook worden een Zurvan akarana ('onbegrensde tijd') en een Zurvan dareghô-khva-dhâta ('tijd van de lange heerschappij') van elkaar onderscheiden. In de teksten wordt Zurvan tevens geassocieerd met andere goddelijke wezens, zoals de Amesha Spenta's, maar nergens krijgt hij de status van onafhankelijke god die naast Ahoera Mazdâ staat. Die status wordt pas vermeld in Oudgriekse bronnen. Het is zodoende mogelijk dat religieuze leerstellingen rondom de Avestaanse zoroastrische Spenta Mainyu en Angra Mainyu ('kwade geest') in de hellenistische tijd (300 - 30 v.Chr.) in combinatie met Zurvan zijn beïnvloed door Griekse, Midden-Oosterse en Indiase tijd- en scheppergoden, zoals Ra, Kronos en Kâla.
Het onderscheid van twee Zurvans of tijden treedt op de voorgrond in de vroegmiddeleeuwse, Middelperzische literatuur, zoals de Bundahishn ('Boek van de schepping') en de Mênôg î Khrad ('Geest van de wijsheid'). Zurvans status blijft echter onduidelijk. Nu eens geldt hij als het wapen van Ahoera Mazdâ in zijn strijd tegen de leugens of kwade krachten. Dan weer wordt gesteld dat Ahoera Mazdâ de wereld schiep met de 'zegen van de onbegrensde tijd', die 'oneindig, niet verouderend, niet stervend, pijnloos, gevoelloos, niet aan verval onderhevig en niet aan te vallen is'. Ook is hij de helper van een van de Amesha Spenta's, en is Ahoera Mazdâ's kracht afhankelijk van hem. De zoroastrische leer stelt dat in de kosmos een strijd wordt gevoerd tussen goed en kwaad (Ahoera Mazdâ versus Angra Mainyu), en Zurvan zou de loop der gebeurtenissen daarvan bepalen. In de middeleeuwen is die opvatting gangbaar in zoroastrische sekten.
De positie van Zurvan wordt pas duidelijk in de geschriften van christenen en moslims. Zo zou Zurvan een ritueel van duizend jaar hebben uitgevoerd om een zoon te krijgen die een kosmos kon scheppen. Hij krijgt echter een tweeling. Hij maakt Ahoera Mazdâ (Middelperzisch: Ohrmazd) tot schepper en heerser over de kosmos. Dit maakt Angra Mainyu (Middelperzisch: Ahriman) jaloers en kwaad. Tevergeefs eist hij zijn geboorterecht op. Zurvan perkt zijn macht in door hem gedurende een periode van negenduizend jaar heerser te laten zijn over de geschapen wereld. Daarna zou Ohrmazd weer heerser worden. Na deze loop van gebeurtenissen te hebben bepaald, is Zurvans rol uitgespeeld.
In Middelperzische pahlaviboeken Dênkard ('Religieuze handelingen') en Shkand gumânîg wizâr ('Systematische uitroeiing van alle twijfel') en in islamitische heresiologieën wordt het geloof in een tijdsgod veroordeeld, en worden de volgelingen daarvan als ketters beschouwd. Impliciet onderstreept dit het belang dat Zurvan voor diverse zoroastriërs had. De reden is vermoedelijk dat langs deze weg een ultieme bron kon worden aangeduid waaruit de krachten van zowel het goede als het kwade voortkwamen. Daarbij kon tegelijk gespeculeerd worden over de rol van de tijd en het lot in de wereldgeschiedenis. De notie van Zurvan als tijdsgod en het dualistische conflict dat erop volgde werd in het middeleeuwse Irak overgenomen door het manicheïsme en vermoedelijk ook het mandeïsme, beide gnostische stromingen.
Vanaf de 13e eeuw verdwijnen zurvanistische noties gestaag uit de geschriften van de magi. Tegen die tijd was de overgrote meerderheid van de Iraanse bevolking bekeerd tot de islam, waarbinnen geen behoefte was aan een tijdsgod, omdat Allah al zulke aspecten bevatte. De notie van een scheppende tijd bleef wel voorkomen in geschriften tot in de 18e eeuw, maar Ahoera Mazdâ werd steeds prominenter, zeker onder christelijke invloed vanaf de 19e eeuw.